# Cios łokciem

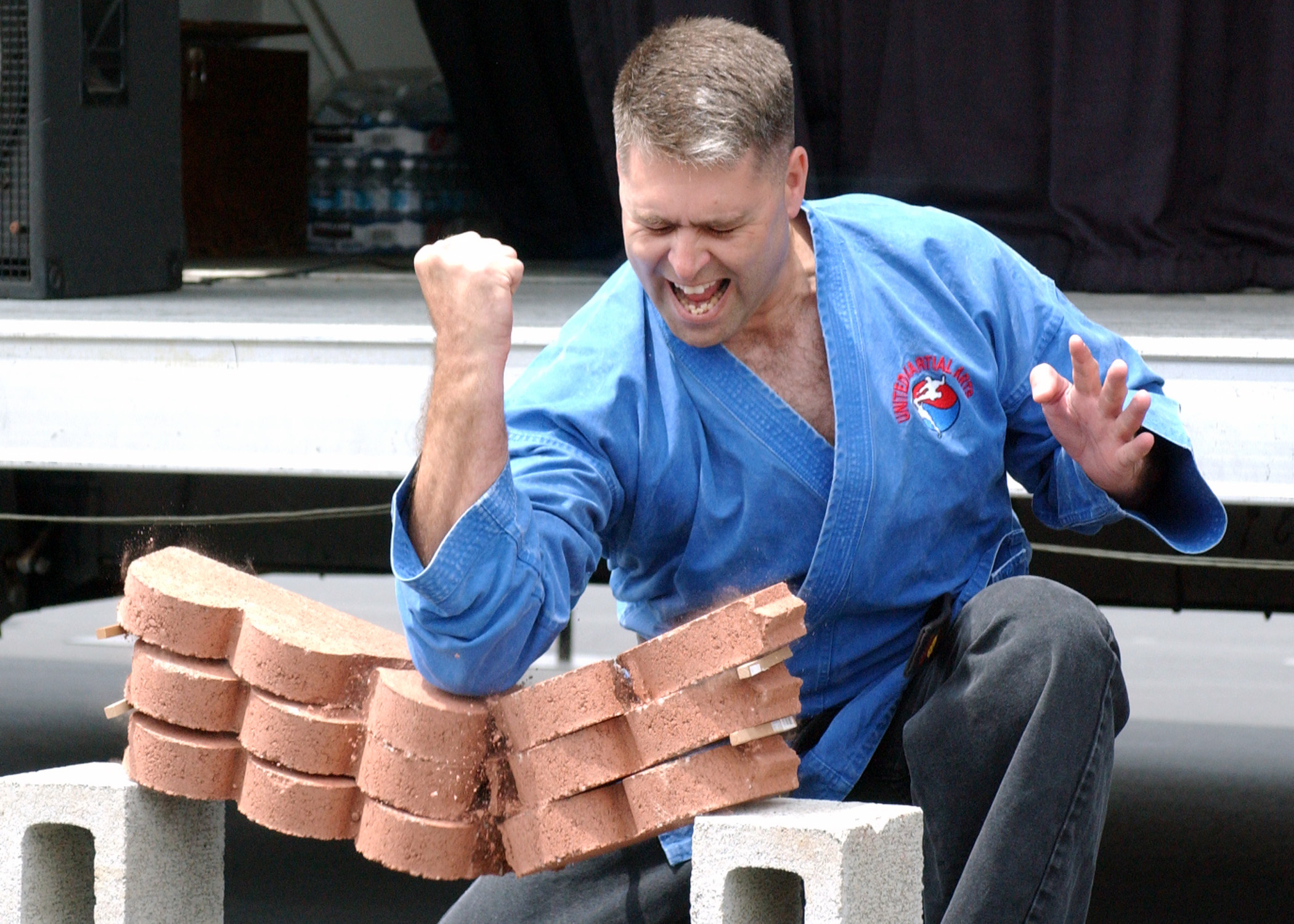

Cios łokciem (lub po prostu łokieć) – uderzenie przy pomocy łokcia lub części przedramienia albo ramienia położonej najbliżej stawu łokciowego. Cios łokciem można wyprowadzić podobnie jak ciosy bokserskie lub też w dół, ukośnie, z wyskoku, etc.
Cios łokciem jest zabroniony w większości sportów walki. Wyjątkiem jest muay thai oraz niektóre organizacje MMA, które zezwalają na cios łokciem w określony sposób. Głównym argumentem przeciw dopuszczaniu tych ciosów w walce jest zwiększenie prawdopodobieństwa poważnych urazów głowy.
W muay thai ciosów łokciem zwykle używa się w zwarciu ale także w wyskoku, analogicznie do kopnięcia kolanem z wyskoku. Doświadczony zawodnik może w ten sposób znokautować przeciwnika. W MMA ciosy łokciem przede wszystkim należą do repertuaru walki w parterze.
Ciosy łokciem znaleźć można w systemach wielu tradycyjnych sztuk walki, na przykład karate, taekwondo czy kung fu.

## Łokieć 12-6
Cios łokciem wyprowadzony z wysokiej pozycji (godzina dwunasta) pionowo w kierunku podłogi (godzina szósta) łokciem dokładnie nakierowanym na cel. Ten rodzaj uderzenia jest zakazany w niektórych organizacjach, takich jak np. KSW, FEN czy UFC.